# Miaoshi (köpinghuvudort i Kina, Hunan Sheng, lat 29,54, long 111,24)
Miaoshi är en köpinghuvudort i Kina. Den ligger i provinsen Hunan, i den södra delen av landet, omkring 230 kilometer nordväst om provinshuvudstaden Changsha. Antalet invånare är 23 941. Befolkningen består av 11 915 kvinnor och 12 026 män. Barn under 15 år utgör 14,0 %, vuxna 15-64 år 73 %, och äldre över 65 år 11,0 %.
Runt Miaoshi är det ganska tätbefolkat, med 207 invånare per kvadratkilometer. Närmaste större samhälle är Jiashan, 19,3 km öster om Miaoshi. I omgivningarna runt Miaoshi växer i huvudsak blandskog.
Genomsnittlig årsnederbörd är 1 751 millimeter. Den regnigaste månaden är maj, med i genomsnitt 282 mm nederbörd, och den torraste är december, med 30 mm nederbörd.